# Haworthia arachnoidea
Espèce
Haworthia arachnoidea est une espèce de plantes à fleurs de la famille des Asphodelaceae originaire de la province du Cap-Occidental en Afrique du Sud. C'est l'espèce type du genre Haworthia

## Description
La plante possède de nombreuses feuilles vert foncé, couvertes de soies translucides, disposées en rosette dense. Contrairement à d'autres espèces d’Haworthia, ses feuilles n'ont pas d'extrémités translucides. Les rosettes sèchent et se contractent pendant les étés secs.
On la confond parfois avec l'espèce répandue Haworthia decipiens (decipiens = trompeur), présente dans le désert du Karoo, à l'est. Cependant, H. decipiens présente des feuilles plus courtes, plus plates et plus larges ; une couleur plus claire ; des extrémités translucides ; des soies plus grandes et plus clairsemées, principalement sur les marges ; et une carène très fragile.

## Répartition et habitat
La forme la plus connue de cette espèce se rencontre dans la vallée de la rivière Breede, dans les régions de Worcester et Robertson (H. arachnoidea var. arachnoidea). D'autres variétés de cette même espèce sont présentes plus au nord, dans le Namaqualand (var. namaquensis), et à l'est, jusqu'à Port Elizabeth (var. xiphiophylla, aranea et setata).
On la trouve dans une grande variété d'habitats, généralement à l'abri de rochers protecteurs et de plantes d'ombrage. C'est une espèce répandue et extrêmement variable, sans forme typique. Il existe également une gamme de formes intermédiaires entre cette espèce et certaines de ses voisines.
Des formes intermédiaires existent dans la transition entre cette espèce et Haworthia decipiens à l'est, et Haworthia mucronata au sud-est. Nombre de ces intermédiaires sont considérés comme une variété et portent le nom de Haworthia arachnoidea var. nigricans. Au nord, elle rejoint son parent, Haworthia nortieri

## Galerie

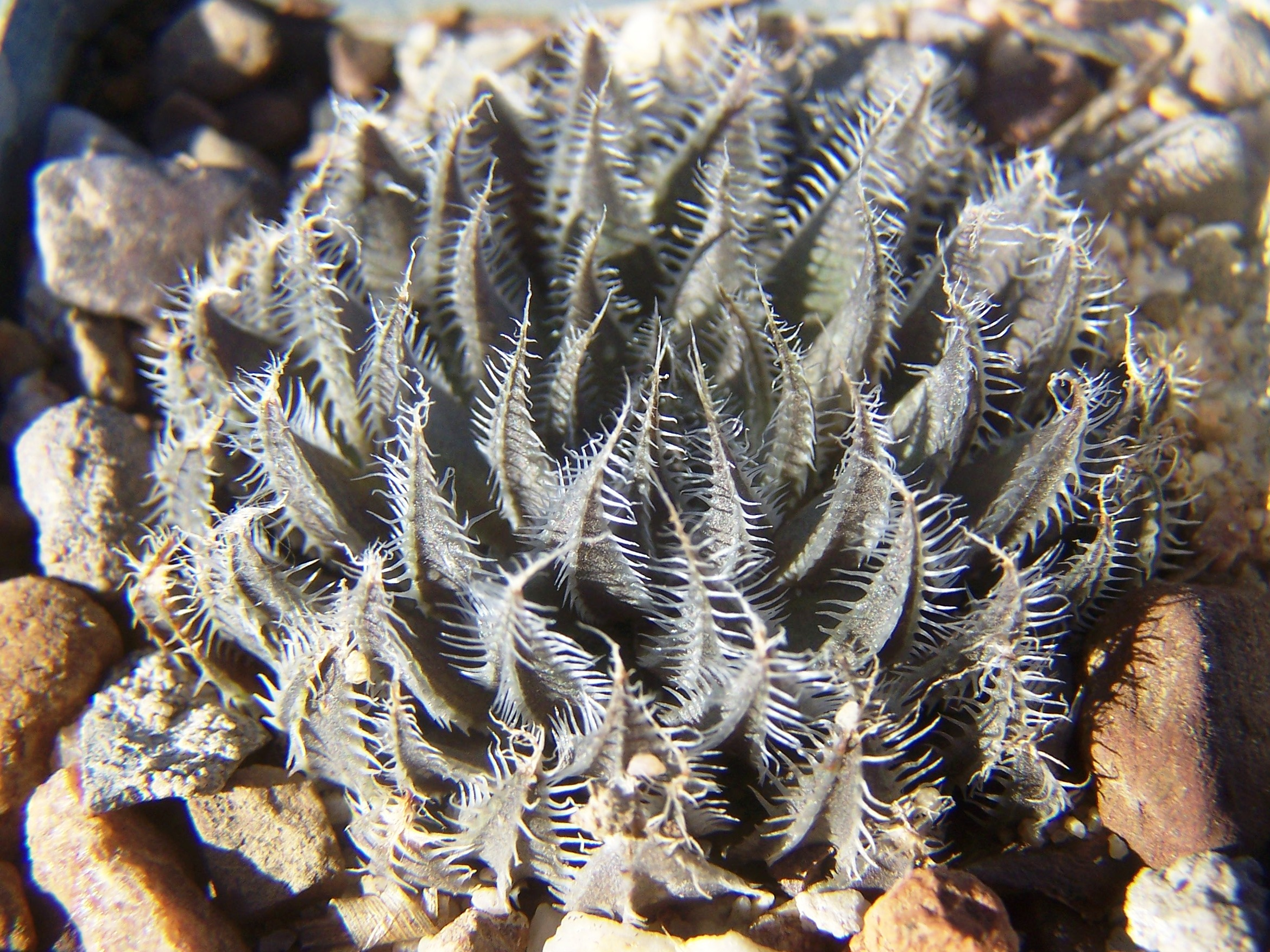
Forme du Tanqua Karoo.
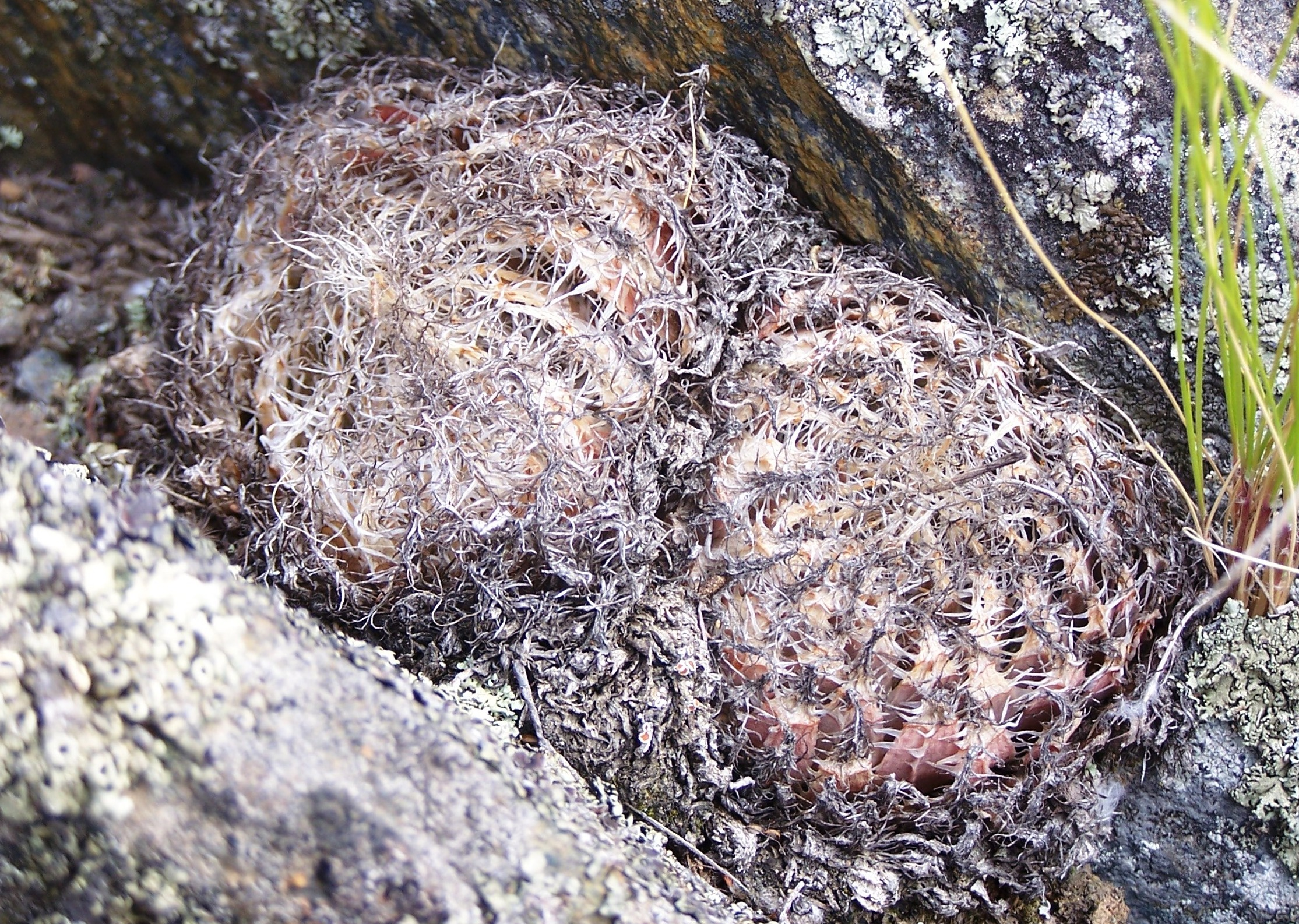
Forme de Worcester, séchée et contractée par la sécheresse.
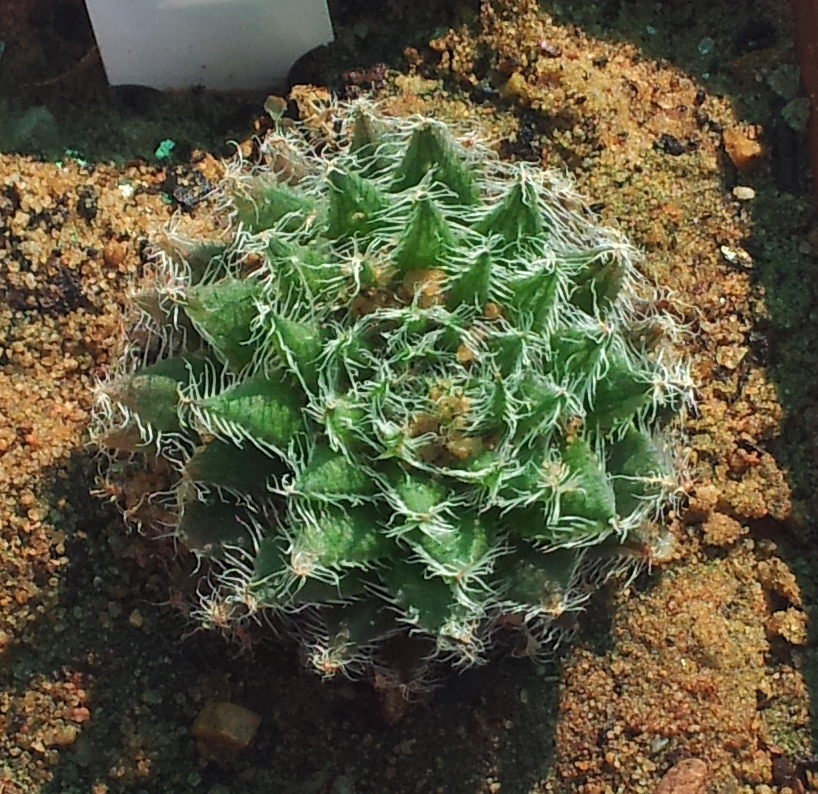
Plante typique en culture.

## Liste des variétés
Selon GBIF (30 juin 2025), :
- Haworthia arachnoidea var. arachnoidea
- Haworthia arachnoidea var. aranea (A.Berger) M.B.Bayer
- Haworthia arachnoidea var. calitzdorpensis (Breuer) Breuer
- Haworthia arachnoidea var. namaquensis M.B.Bayer
- Haworthia arachnoidea var. nigricans (Haw.) M.B.Bayer
- Haworthia arachnoidea var. scabrispina M.B.Bayer
- Haworthia arachnoidea var. setata (Haw.) M.B.Bayer

## Dénominations
Elle connue localement sous le nom de Papierrosie (« rose en papier ») ou Spinnekopnes (« nid d'araignée »).

## Systématique
Le nom correct complet (avec auteur) de ce taxon est Haworthia arachnoidea (L.) Duval.
Le basionyme de ce taxon est Aloe pumila arachnoidea L.
Haworthia arachnoidea a pour synonymes :
- Aloe arachnoidea (L.) Burm.f.
- Aloe arachnoidea Mill.
- Aloe arachnoides Thunb.
- Aloe pumila var. arachnoidea L.
- Apicra arachnoidea (L.) Willd.
- Catevala arachnoidea (L.) Medik.
- Haworthia pallida var. paynei L.Bolus